# Poul Hagelstein
Poul Hagenstein (født 1825, Holsten - 4. marts 1868, Bruxelles) var en dansk maler. Han blev uddannet på Det Kongelige Danske Kunstakademi. I 1840'erne og 1850'erne udførte han en del af bestillingsarbejde først for greve Krag-Juel-Vind-Frijs, og senere for kongehuset. Han malede særligt en del malerier om emner fra 1500-tallet af bl.a. Christian 2.s historie.